# Resenär (roman)
Resenär är en roman av Björn Lundegård utgiven 1960. Efter en rad diktsamlingar från debuten 1952 på det lilla stencilförlaget Metamorfos, skött av Metamorfosgruppens särskilde redaktör Lennart Nilsén-Somre, och efter novellsamlingen Kvällar (Norstedts, 1959) kom denna första roman av författaren. Enligt litteraturvetaren  Jan Magnusson bär romanfiguren Mauritz tydliga drag av poeten Paul Andersson.

## Handling
Berättelsen är inledningsvis förlagd till "Stockholm i nådens år 1949". Huvudpersonen Håkan är en 20-årig kontorist i samma firma som sin far. En ledig kväll tar han sig in till stan från sitt föräldrahem i förorten, för att träffa en flickvän och lite misstroget följa med henne till en källarklubb med levande jazz och poeter som framför sina dikter. Med sig har han ett diktmanus som han överlämnar till Mauritz, en jämnårig ny bekantskap och omsusad poet, som blir entusiastisk och genast ser till att Håkan får läsa några av sina dikter från scen samma kväll.
På en efterfest bestämmer sig Håkan för att följa med Mauritz på en resa ut i Europa. Han säger upp sig från sitt jobb, tar ut sina besparingar, packar en väska och sticker hemifrån. De liftar ner genom Sverige, till Köpenhamn, och vidare genom Tyskland och Frankrike, till "kusten", där de stannar. Exakt vilken kuststad det gäller omnämns aldrig, men läsarens tankar går till Nice eller någon annan stad längs Côte d'Azur. Mauritz har varit där många gånger i sitt unga liv.
Scenerna växlar här från badstrand till bögbar och från strandpromenad till lyxvåning. Ytterligare fem personer skildras under de sommarmånader som går. Den äldre affärsmannen Gruemann bjuder till exempel på middag och blir ursinnig när Håkan flyr från hans hem innan alla kläder hunnit tas av. Gay är en man som åtrår den hårdföre prostituerade Jean, vilken dräper Gay på strandpromenaden längre fram. Donato är en mycket mer känslosam, ung homosexuell italienare som lever på att sälja sina sexuella tjänster. Han hyser en obesvarad kärlek till huvudpersonen Håkan och begår så småningom självmord. Han dränker sig i havet, sedan Håkan visat sitt tydliga begär till Maria. Hon är en jämnårig svensk kvinna som känner Mauritz sedan tidigare. För tillfället är hon egentligen ihop med en äldre man, men i hemlighet har hon ett osentimentalt engångssex med Håkan och blir hans första efterlängtade, sexuella upplevelse. Hon är noga med att de inte ska bli ihop, utan att det bara är en engångsföreteelse.